# Syllabe en mandarin
La syllabe en mandarin est constituée selon les spécialistes chinois d'une initiale (shēngmǔ ; attaque pour la terminologie occidentale) et d'une finale (yùnmǔ ; rime). La principale règle phonotactique à retenir pour la formation des syllabes en chinois est que cette langue n'accepte pas d'articuler l'émission de deux sons consonantiques consécutifs.
L'initiale peut être :
- une consonne (bā, « huit » ; yòng, « utiliser ») ;
- une « zéro-initiale » (língshēngmǔ) quand la syllabe commence directement par une voyelle (ài, « aimer »).

La finale peut être : 
- une rime nulle (absence de voyelle pure) : dans ce cas, la consonne initiale, obligatoire, est vocalisée (sì /s̩/, « quatre »[1])
- une monophtongue (chē, « voiture ») ;
- une diphtongue (kǒu, « bouche ») ;
- une triphtongue (xiǎo, « petit ») ;
- une formule complexe incluant une nasale ou la finale rétroflexe -r ( liǎng, « deux », zhèr, « ici »).

Cette combinatoire aboutit à l'existence de 400 syllabes brutes, c'est-à-dire sans l'intervention des tons (quatre tons et un ton neutre). 
De nombreuses combinaisons n'existent pas en chinois : ce phénomène s'explique par les règles d'usage et par des incompatibilités entre phonèmes : par exemple, une initiale vélaire ne peut être suivie d'une voyelle de timbre /i/ ou /y/ (de lune) car une telle combinaison donne, par palatalisation, une autre consonne. Ainsi, *gi ou *kü sont impossibles.

## Note(s)
1. ↑  En transcription pinyin, la rime nulle est notée par un i, qui ne se prononce pas /i/. Cette voyelle, en effet, ne se rencontre pas après les consonnes vocalisables, celles écrites s, z, zh et r en pinyin, en raison d'incompatibilité. Ainsi, si ne peut pas être lu /si/.